# Nordens Institut i Finland
Nordens Institut i Finland (Nifin) var ett nordiskt kulturinstitut med bibliotek och hörde under Nordiska ministerrådet. Institutet hade som uppdrag att sprida kunskap om och intresse för Norden och nordisk kultur i Finland samt förmedla kunskap om Finland och finsk kultur i det övriga Norden. Därutöver koordinerade Nifin i samarbete med de övriga nordiska husen och instituten ett mångkulturellt samarbete mellan Norden och dess grannar.
Centrala verksamhetsformer för Nifin var programkvällar kring litteratur, film, aktuella samhällsfrågor, musik med mera, ibland kring något specifikt tema. Nifin arrangerade också seminarier och föredragskvällar och publicerade material om Norden och nordiska språk, både på nätet och i tryckt form.
Nifin hade en stor verksamhet riktad till barn och unga och samarbetade med flera olika organisationer.
Nifin grundades 1997 och var beläget mitt i centrum av Helsingfors, vid Kajsaniemigatan 9, i Nordiska investeringsbankens hus. År 2012 fusionerades Nifin med Kulturkontakt Nord och fungerar nu under namnet Kulturkontakt Nord.